# 7,65 × 21 mm Luger

Die Patrone 7,65 × 21 mm Luger (weitere Bezeichnungen siehe unten) basiert auf einer Flaschenhalshülse, die im Jahre 1900 von der Deutschen Waffen- und Munitionsfabrik (DWM) eingeführt wurde.
 Als Pistolenmunition gehörte sie bis gegen Ende der 1940er-Jahre zur Ausrüstung der Schweizer Armee (offizielle Bezeichnung: Pist Pat 03). Sie war der Vorgänger der in der Pistole 08 verwendeten 9-mm-Patrone. Die Hülse der 7,65 × 21 mm Luger war die Ausgangshülse der 9-mm-Luger. Die aus dem Kaliber 7,65 mm hervorgegangene 9-mm-Parabellum fand sowohl im Ersten als auch im Zweiten Weltkrieg als Standardmunition für die Pistole 08 sowie das Nachfolgemodell Walther P38 Verwendung. 
Die kinetische Energie der 7,65 × 21 mm Luger wird meist unterschätzt. So wird sie häufig mit der 7,65 Browning verwechselt, die nur etwa die halbe Geschossenergie aufweist.
Die 7,65 × 21 mm Luger zählt zu den präzisesten Pistolenpatronen. Mit Rücksicht auf die zumeist älteren Waffen wird die Patrone heute vorwiegend schwach laboriert verschossen.
Hergestellt wird die Patrone von Fiocchi, Winchester, RUAG und Prvi Partizan.

## Waffen
- Beretta M952
- SIG Sauer P220
- SIG P210
- Walther P5
- HK P9S
- Pistole 1900/06/29

## Andere Bezeichnungen
- .30 Luger
- 7,65 × 21 mm
- 7,65 × 21 mm Luger
- 7,65 × 22 mm
- 7,65 mm Luger
- 7,65 mm Borchardt Auto 1910
- 7,65 mm Borchardt-Luger M.1900
- 7,65 mm Luger-Borchardt
- 7,65 mm Luger-Karabiner
- 7,65 mm Parabellum
- 7,65 mm Para
- 7,65 mm Parabellum-Pistole
- DWM 471 471A
- GR 924
- SAA 2130
- EB 075
- XCR 08 021